# History Workshop Journal
O History Workshop Journal é uma revista acadêmica britânica de história publicada pela Oxford University Press. A revista foi fundada em 1976 pelo historiador Raphael Samuel e outros integrantes do movimento History Workshop. Inicialmente tinha o subtítulo "Um Jornal de Historiadores Socialistas" (A Journal of Socialist Historians), que mais tarde foi alterado para "Um Jornal de Historiadores Socialistas e Feministas" (A Journal of Socialist and Feminist Historians). Contudo, em 1994 o título foi definitivamente retirado.
O peródico é responsável pela publicação de uma diversidade de textos, como ensaios, relatórios e resenhas, abrangendo desde assuntos literários e econômicos, até história local e análises geopolíticas. Em 2011, de acordo com o site Times Higher Education, o History Workshop Journal estava classificado em 9º lugar entre os 20 principais periódicos de história do mundo, segundo os cálculos de fatores de impacto de cinco anos que foram reportados no Thomson Reuters Journal Citation Reports.

## Movimento History Workshop
O movimento History Workshop buscava promover a tradição historiográfica conhecida como história vista de baixo (history from below), história social, história da vida cotidiana ou simplesmente história do povo.
Bill Schwarz, historiador inglês, afirmou que o History Workshop foi "um instrumento histórico alternativo e eficaz na Grã-Bretanha", isso porque se contrapunha ao conservadorismo intelectual e político da historiografia dominante. Com isso, o movimento abriu espaço para uma maneira alternativa de obter e produzir conhecimento histórico que viria a ser pautado na participação de grupos subordinados da sociedade britânica. 
Já Raphael Samuel, definiu o movimento como uma colaboração entre o pesquisador, o arquivista, o curador, o professor, o entusiasta do "faça você mesmo", o historiador local, as sociedades de história familiar e o arqueólogo inidivual - todos dedicados igualmente na produção da história. 
Na década de 1970 e início da década de 1980, o movimento History Workshop cresceu popularmente, o que gerou a fundação de diversos History Workshops locais e publicações, como panfletos, livros e periódicos, incluindo o History Workshop Journal. O movimento britânico expandiu-se também de maneira internacional, inspirando workshops internacionais de História na Europa, África do Sul e América. 

## Oficina de História Online
Em 2011, foi criado um site denominado "History Workshop Online", associado ao History Workshop Journal.  Este site é editado coletivamente pela revista, que é responsável por publicar artigos mais curtos e com foco mais contemporâneo do que os publicados no History Workshop Journal, assim como editoriais, debates, notícias e eventos, e uma série de artigos denominados "Radical Objects" (Objetos Radicais). Esses “Objetos Radicais” são objetos materiais, como distintivos ou panfletos, que mantém relações diretas com eventos ou temas da história radical. 
Em outubro de 2012, o History Workshop Online, em colaboração com o Bishopsgate Institute, lançou um acervo digital com materiais do History Workshop Movement, que inclui informações básicas sobre cada History Workshop e eventos associados, ocorridos entre as décadas de 1960 e 1990. Entre os materiais disponíveis nesse arquivo online estão digitalizações de imagens, ingressos, panfletos e gravações de áudio dos próprios encontros do movimento History Workshops. 